# Competitie
Competitie is het meten van krachten tussen verschillende partijen, veelal met de bedoeling om er allemaal beter van te worden. De term 'competitie' kan op verschillende manieren worden gebruikt, zoals in de sport, de economie en de ecologie.

## Sport
In de sport is de bedoeling van competitie doorgaans meer het meten van eenieders kunnen, en het resultaat wordt dan uitgedrukt in een rangschikking. Bij een rangschikking die het gevolg is van sportwedstrijden met finale, halve finales en kwartfinales vanuit eerdere groepen kan alleen bepaald worden wie of welk team de eerste plaats inneemt (beste is). Over de andere plaatsen kan niets met zekerheid gesteld worden over de rangschikking (met andere woorden: de tweede plaats hoeft niet de beste te zijn na de eerste.)

## Ecologie
In de ecologie wordt onder concurrentie verstaan de strijd binnen een populatie (infraspecifiek) of tussen twee populaties van verschillende soort (interspecifiek) om voedingsstoffen en water, om ruimte, of om licht, met gevolg dat de grootte van beide populaties negatief wordt beïnvloed (wederzijdse inhibitie). Vaak wordt het anglicisme "competitie" (< Engels: competition) gebruikt. Zie ook competitieve exclusie.

## Economie
In de economie is er sprake van een competitieve markt. Dit is een markt met veel kopers en verkopers. De verkopers produceren in principe hetzelfde soort product of dienst. Zo’n markt met veel kopers en veel verkopers die dezelfde producten of diensten verhandelen heet een competitieve markt. Daardoor moet eigenlijk iedere koper en verkoper de prijs die door de markt wordt bepaald accepteren. Als een verkoper zijn prijs omhoog gooit gaan de kopers ergens anders hun producten of diensten halen.

## Fotogalerij

Competitie in de sport
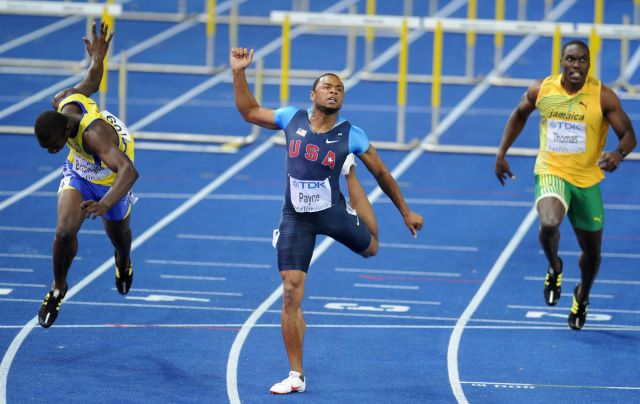
hordelopen
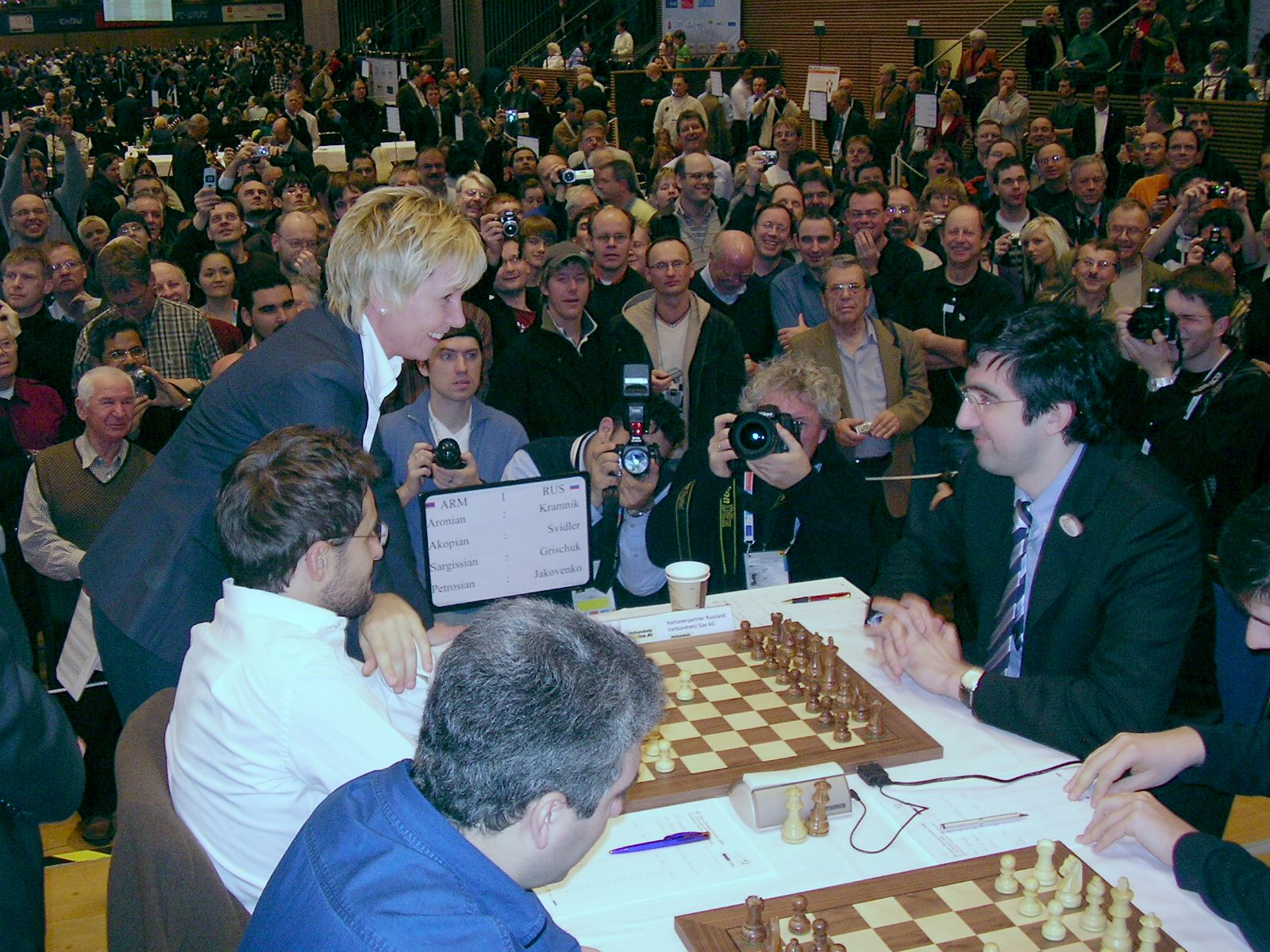
schaken
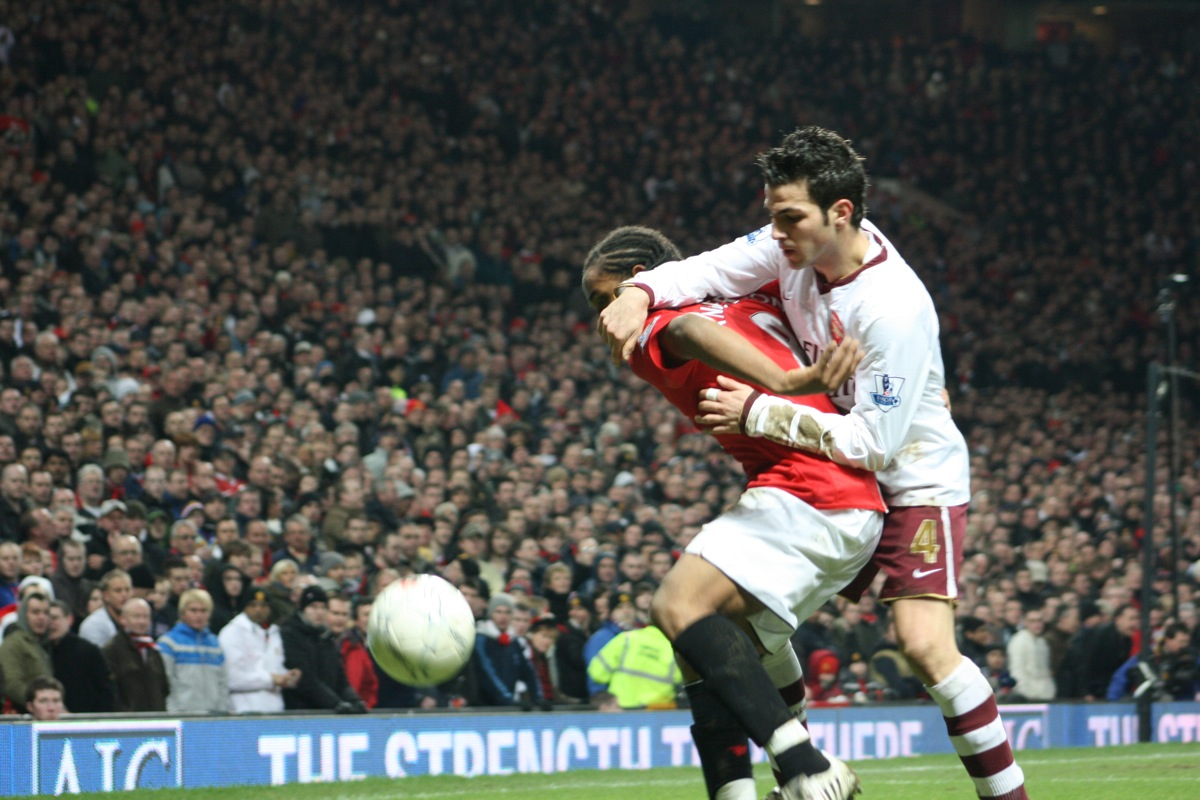
voetbal
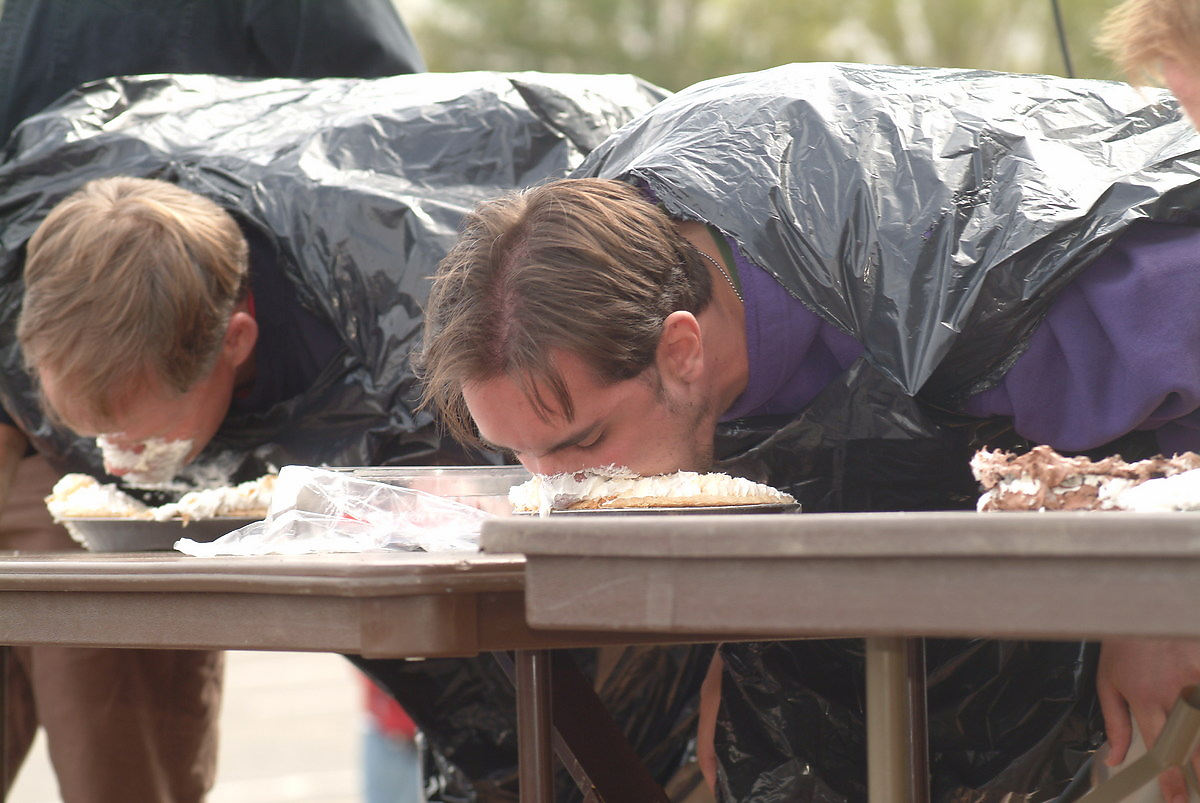
taart eten